# Dytomyia nubilis
Dytomyia nubilis är en tvåvingeart som först beskrevs av Octave Parent 1935.  Dytomyia nubilis ingår i släktet Dytomyia och familjen styltflugor.
Artens utbredningsområde är Madagaskar. Inga underarter finns listade i Catalogue of Life.